# Josef Johann Adam av Liechtenstein
Josef Johann Adam av Liechtenstein , född 1690, död 1732, var en monark (furste) av Liechtenstein från 1721 till 1732.
Han var son till Anton Florian av Liechtenstein och deltog i spanska tronföljdskriget.